# タレントパワーランキング
タレントパワーランキングは、株式会社アーキテクトが実施している、タレント調査史上、業界最大規模、最多頻度で定量調査を実施し、キャスティングやタレントマネジメントに従事する方のバイブルとして活用されているデータである。
また、タレントパワーランキングのデータを用いたWEBメディアサイト「タレントパワーランキング」も運営されている。

## 概要
株式会社アーキテクトは、テレビ番組やCMのキャスティングに役立てることを目的とし、テレビ・メディアで活躍するタレント・有名人の認知度・誘引率を調査している。この調査はかつて日本タレント世論調査という名称であったが、2010年1月にタレントパワーランキングに改められた。日経BP社が発行する月刊誌『日経エンタテインメント!』では、このデータの提供を受けて、2008年以来、毎年タレントパワーランキングの特集を行っているほか、2009年5月にはムック『日経エンタテインメント! タレントパワーランキング完全BOOK』も出版されている。
年4回（2月、5月、8月、11月）、一都三県（東京都、神奈川県、埼玉県、千葉県）居住の10歳〜69歳の男女個人を対象にしたWEB調査を行なっている（以下詳細）。
- 調査A、調査B、調査C、調査Dの4グループで実施（1グループあたり1,100サンプル、計4,400サンプル）で構成
- 性別×年代（10 - 50代は5歳刻み、60代のみ60 - 69歳の10歳刻み）の22属性×各50サンプルで均等割付

次の項目が調査される。
認知度：以下の質問で1と答えた割合
1. 名前も顔も知っている
2. 名前は知っているが、顔は思い浮かばない
3. このタレントを知らない

誘引率：以下の質問で1か2と答えた割合（認知度の質問で1と回答した人を対象に調査される）
1. とても見たい・聴きたい・知りたい
2. 見たい・聴きたい・知りたい
3. 見たくない・聴きたくない・知りたくない
4. まったく見たくない・聴きたくない・知りたくない

タレントパワースコア：認知度に、誘引率の加重ポイント（1の回答に、2の回答の3分の1を加えた合計値）を掛け合わせた値。

## 過去のタレントパワーランキング
| 調査時期  | 1位                | 2位                | 3位                |
| --------- | ------------------ | ------------------ | ------------------ |
| 2015年2月 | 嵐                 | マツコ・デラックス | 綾瀬はるか         |
| 2016年2月 | マツコ・デラックス | 嵐                 | 綾瀬はるか         |
| 2017年2月 | マツコ・デラックス | 新垣結衣           | 綾瀬はるか         |
| 2018年2月 | マツコ・デラックス | 綾瀬はるか         | 新垣結衣           |
| 2019年2月 | サンドウィッチマン | マツコ・デラックス | 綾瀬はるか         |
| 2020年2月 | サンドウィッチマン | 新垣結衣           | 綾瀬はるか         |
| 2021年2月 | 綾瀬はるか         | サンドウィッチマン | 新垣結衣           |
| 2022年2月 | 綾瀬はるか         | 大谷翔平           | サンドウィッチマン |
| 2023年2月 | サンドウィッチマン | マツコ・デラックス | 大谷翔平           |
| 2024年2月 | 大谷翔平           | サンドウィッチマン | 伊達みきお         |
| 2025年2月 | サンドウィッチマン | 大谷翔平           | マツコ・デラックス |